# Core 'ngrato
Core 'ngrato è una canzone classica napoletana, il cui testo fu scritto nel 1911 dall'emigrato calabrese Riccardo Cordiferro, pseudonimo di Alessandro Sisca, nato a San Pietro in Guarano (CS) (dove il padre, Francesco Sisca, era impiegato presso il Municipio), trasferitosi per terminare gli studi a Napoli, città d'origine della madre Emilia Cristarelli, e successivamente emigrato a Nuova York. 
La musica della canzone è invece opera di Salvatore Cardillo.
Inizialmente nessuno dei due aveva il sentore che la canzone sarebbe stato un grande successo, anzi Cardillo la considerava una «porcheriola». Sbarcata a Napoli, "Core 'ngrato" ebbe invece una grande presa sul pubblico e divenne la prima canzone napoletana di successo proveniente dagli Stati Uniti.

## Testo
Come per altre canzoni classiche napoletane, Core 'ngrato è dedicata al tema dell'amore non corrisposto o deluso. In particolare il testo è dedicato ad una non meglio identificata Caterina (Catarì), nel momento dell'abbandono del poeta da parte di quest'ultima. In un crescendo di disperazione, vengono narrate tutte le fasi della fine dell'amore, dalle prime "parole amare" che suscitano nel poeta un doloroso stupore; al momento della comprensione della straziante rottura "cosa vogliono dire/questi discorsi che mi danno gli spasimi"; a quello, iterato nel ritornello, dell'appello al "cuore ingrato" cui il poeta aveva affidato la propria vita, ed alla rapida dimenticanza di quest'ultimo; a quello, posteriore all'abbandono, della ricerca del conforto nella religione.
Pecché me dice 'sti parole amare,

Pecché me parle e 'o core

Me turmiente, Catarì?

Nun te scurdà ca t'aggio dato 'o core, Catarì

Nun te scurdà

Catarì, Catarì, che vene a dicere?

'Stu parlà che me dà spaseme

Tu nun ce pienze a 'stu dulore mio

Tu nun ce pienze, tu nun te ne cure

Core, core 'ngrato
Te haje pigliato 'a vita mia
Tutto è passato
E nun ce pienze cchiù
Catarì, Catarì,

Tu nun 'o ssaje ca 'nfine 'int'a na chiesa

I' so' trasuto e aggio priato a Ddio, Catarì

E l'aggio ditto pure ô cunfessore:

"I' sto a suffrì

Pe chella llà"
Sto a suffrì,

Sto a suffrì, nun se pò credere,

Sto a suffrì tutte li strazie

E 'o cunfessore ca è persona santa,

M'ha ditto: "Figlio mio, lassala stà, lassala stà"

Core, core 'ngrato
Te haje pigliato 'a vita mia
Tutto è passato
E nun ce pienze cchiù»
Perché mi dici queste parole amare?

Perché mi parli e il cuore

Mi tormenti, Caterina?
Non dimenticare che ti ho dato il cuore, Caterina

Non dimenticartelo
Caterina, Caterina che cosa vogliono dire

Questi discorsi che mi danno gli spasimi?

Tu non ci pensi a questo mio dolore

Tu non ci pensi, tu non te ne curi
Cuore, cuore ingrato
Ti sei preso la mia vita
Tutto è passato
E non ci pensi più
Caterina, Caterina

Tu non lo sai che fin dentro a una chiesa

Io sono entrato e ho pregato Dio, Caterina

E l'ho detto anche al confessore:

Io sto soffrendo

Per quella là
Sto soffrendo

Sto soffrendo, non si può credere

Sto soffrendo tutti gli strazi

E il confessore che è persona santa

Mi ha detto: "Figlio mio, lasciala stare, lasciala stare"
Cuore, cuore ingrato
Ti sei preso la mia vita
Tutto è passato
E non ci pensi più»

## Curiosità
Il brano si ispira alle vicende sentimentali tra Enrico Caruso e Ada Giachetti.
La registrazione di Enrico Caruso del 1911, rispetto al testo conosciuto o per lo meno così come ci è stato tramandato, presenta nella seconda parte del brano, una differenza sostanziale in alcune frasi, tanto da chiedersi quale sia effettivamente la versione ed il testo originale. Il testo variante è scritto per pugno proprio di Caruso nel di lui spartito conservato presso gli archivi Peabody all'Università Johns Hopkins, Baltimora, la cui copia digitizzata è reperibile a https://peabody.contentdm.oclc.org/digital/collection/p16613coll8/id/304/rec/47

### Variante Caruso
E l'aggio ditto ca pe stu dulure Catarì, vurria muri'. 
Catarì, sto a suffri' nun 'nze po credere, 
Sto a suffri' tutte li pene
E cuna fede che na cosa santa 
Aspetta chesta grazia o sta cundanna.

## Cover
- xxxx: - Enrico Caruso (78 giri) (Disco "Grammofono" – D.B. 142); album del 1960 Addio mia bella Napoli (RCA Victor – LM 20080)
- 1937 - Tino Rossi (78 giri) con il titolo Catarì! Catarì! (Columbia Records – BF 39); album del 1963 Chansons de mes films (Columbia Records – FSX 146)
- 1943 - Carlo Buti (78 giri) (Columbia Records - D 13001); album Una vita per la canzone vol. 1 (TIMAClub)
- 1951 - Claudio Villa (78 giri) (Parlophon – TT 9513); album Claudio Villa (Parlophon – PMDQ. 8008)
- 1952 - Roberto Murolo (78 giri) (durium, AI 9908); album del 1963 Napoletana dal 1909 al 1915 (durium, ms AI 77074)
- 1953 - Giuseppe Di Stefano (78 giri) (His Master's Voice – D.A.2043); album Neapolitan Songs (His Master's Voice – BLP 1052)
- 1955 - Mario Del Monaco (78 giri) (London Records – P.18214); album Italian Song Recital (RCA Victor – LM 20080)
- 1955 - Tito Schipa album Chansons napolitaines (Vogue Durium – DVM 90005)
- 1957 - Beniamino Gigli album 'na sera 'e maggio (La Voce del Padrone - QALP 10186)
- 1958 - Rinus Van Essen (singolo) con il titolo Catari, Catari testo di De Vos, (CNR – UH 9773)
- 1959 - Franco Corelli (EP) (Angel Records - AA-4014); album Neapolitan Songs (Angel Records - ANG. 35852)
- 1961 - Luciano Tajoli (Odeon Records - MSOQ 5290); album del 1963 Luciano Tajoli (Odeon Records - MOCQ 5010)
- 1965 - Burt Blanca (singolo) (Hebra Records - 329); album Burt Blanca and The King Creole's – Vol. 3 (Epn – EPN 3220)
- 1967 - The Maze (singolo) in inglese con il titolo Catari Catari testo di G. Fields (MGM Records – MGM 1368)
- 1968 -Al Bano Il Ragazzo Che Sorride Album
- 1985 - Luciano Pavarotti album Napoli: Tre voci un'anima Vol. 1 (G & G Records – TGGK 72)
- 1977 - Giancarlo Pica (singolo) (Dig-It International Records – DG 1147)
- 1978 - José Carreras (singolo) (Philips – 422 936-2); album José Carreras (Philips – 95 00 584)
- 1996 - Mina Napoli (PDU – PMA 790)
- 2002 - Al Bano La incide nell'Album Carrisi Canta Caruso
- 2005 - Renata Tebaldi Arie da opere-III e canzoni (Hobby & Work Hobby & Work Publishing – ORT004)
- 2006 - Plácido Domingo album Italia, ti amo (Deutsche Grammophon – 00289 477 6086), pubblicato in Germania ed Ucraina
- 2016 - Il Volo con Plácido Domingo Notte magica (Sony Masterworks – 0889853519620)
- 2016 - Jonas Kaufmann con il titolo Catarì, Catarì nel doppio album Dolce vita (Sony Classical – 88875183631)
- xxxx - Sam Le Cuisinier Troubadour con Pierre Spiers Trio (EP) con il titolo Catari (Century – 6934)